# Ernesto Maldarelli
Ernesto Maldarelli (Ferrara, 1º gennaio 1850 – Ferrara, 19 marzo 1930) è stato un intagliatore, ebanista e scultore italiano.

## Biografia
Figlio della tessitrice Martina Tommasini e del falegname Giuseppe, apprese da lui i rudimenti del mestiere ma non venne incoraggiato a seguire i moduli stilistici allora in auge, già pienamente eclettici, come dimostrano alcune opere giovanili.

### Formazione
Ottenuto il consenso da parte dei genitori di recarsi a Firenze, vi rimase dal 1867 al 1869 lavorando nel laboratorio-bottega degli intagliatori Barbetti e Cheloni, consultando i cataloghi di altre botteghe (come quella di Frullini, il cui omonimo stile, diffuso sull'intera penisola a fine secolo, influenzerà Maldarelli per diverso tempo) e studiando di notte.
Tornato due anni dopo nella città natale, completa la sua formazione alla Civica Scuola d'Arte di Palazzo dei Diamanti a Ferrara con lo scultore Angelo Conti nella Scuola di scultura e in quella di Figura tenuta da Girolamo Domenichini e probabilmente anche in quella di Nudo retta da Giovanni Pagliarini, tra i cui allievi vi era Gaetano Previati, col quale Maldarelli strinse subito amicizia, nonché fu allievo della Scuola d'Ornato dal 1871 al 1876, ottenendo premi in varie sezioni scolastiche. In quest'ultime, nella Classe inferiore dal gesso (medaglia d'argento assieme a Luigi Legnani) e nella Scuola elementare di assonometria (menzione d'onore) assieme all'allora quindicenne Giuseppe Mentessi.
Partecipò intanto alla Esposizione Provinciale del 1877 promossa dal Circolo Artistico Industriale a Palazzo dei Diamanti dove venne premiato assieme ad Enrico Bolognesi, Luigi Legnani e Carlo Fabroni, col quale lavorò per alcuni tempi nella sua bottega bolognese.
Dopo l'interruzione dovuta al servizio militare nel 1873, Maldarelli continua la frequentazione della scuola ferrarese sino almeno al 1876, conseguendo altri premi in Scultura, Figura e Disegno. Nello stesso anno aprì la propria bottega di intagliatore in via Terranuova n. 54, accanto alla quale si trasferì il padre, al quale arricchì alcuni lavori con le proprie decorazioni.
Nel 1877 sposò Amelia Busoli, dalla quale l'anno dopo ebbe il figlio Domenico, destinato a morte precoce, provocando nel padre la produzione di malinconici ritrattini postumi.

### Maturità artistica
Nonostante la bottega iniziasse ad ottenere importanti commissioni sia da parte di importanti famiglie ferraresi (Mazza, Sinigaglia, Barbantini, Soldati etc.) che da alcune chiese (Santo Spirito, San Maurelio, San Domenico, San Francesco, San Giorgio etc.), l'ebanista volle perfezionare la sua formazione scolastica. Venne quindi raccomandato - senza successo - dallo storico Gerolamo Scutellari al Comune per fargli ottenere il sussidio necessario per poter studiare all'Accademia o di Bologna sotto Salvini o di Firenze. Solo nel 1880 riuscì ad iscriversi alla Scuola di Disegno e Figura e a quella di Nudo all'Accademia di Brera, specializzandosi con lo scultore Francesco Barzaghi  ed il pittore Raffaele Casnedi. A Milano, frequentò anche la bottega del pittore Pietro Franchetti e i ritrovati Previati (che lo ritrasse ad olio) e Mentessi coi quali espose a Torino nel 1880: Previati gli commissionò una grande cornice per il suo quadro Il Valentino a Capua, dapprima esposto a Ferrara e attualmente conservato a Forlì presso la quadreria della Cariromagna, mentre per Mentessi modellò un tralcio di vite da collocare sotto l'effige di Antonietta (poi eseguita da Stefano Galletti) nella tomba Barbantini commissionata, nel disegno, al pittore per la Certosa di Ferrara.
Due anni dopo iniziò l'insegnamento alla Scuola Civica ferrarese Dosso Dossi come assistente per il disegno assonometrico.
Visti gli insuccessi legati alla partecipazione di vari concorsi, nei quali stava esplicando la sua vena più prettamente scultorea, dopo i trent'anni cominciò ad allontanarsi dalla scultura per dedicarsi prevalentemente all'ebanisteria, nella quale continuò a sviluppare i lessemi precedentemente accennati nella statuaria, ovvero inclinazioni derivate dalla coeva scultura lombarda, fra Barzaghi e Grandi più che del primo maestro, Conti. Di questa produzione restano bozzetti dell'Ariosto, di Santa Caterina e della Musica, di garbata caratterizzazione espressiva.
Agli inizi degli anni Ottanta, era già matura la sua predisposizione a creare effigi di Uomini illustri, come uso dell'epoca, traendo origine dal passato mitico per le creazioni presenti, come nei mobili commissionatigli dalla Biblioteca Comunale Ariostea, conclusi nel 1886.
Nel 1882 ottenne l'incarico per insegnare disegno assonometrico alla Scuola per artisti ed artefici, dapprima col ruolo di professore assistente nella scuola serale e poi titolare della cattedra a seguito della rinuncia alla cattedra da parte di Giuseppe Zambelli, trasferitosi in Grecia. Con Zambelli lavorò anche al di fuori della scuola, ad esempio col chiosco-vetrina per i prodotti dell'Opificio a vapore Bergami esposto a Torino nel 1884.
Nonostante gli studi irregolari, ottenne nel 1891 il diploma ufficiale per l'insegnamento del disegno a seguito di una visita di Alfredo d'Andrade alla scuola.
Il nuovo inquadramento professionale aiutò anche l'assetto familiare, accresciuto con la nascita di Beatrice (futura pittrice) e di Oreste nel (Ferrara 1882-1936, poeta vernacolare e giornalista).
Lo stile eclettico, quanto i clienti, della Bottega Maldarelli, andava di pari passo con la carriera espositiva di Ernesto sia a Ferrara che fuori. 
Lavora contestualmente a commissioni per chiese di paese (Campagnola nel padovano e Gualdo, Aguscello, Baura, Canaro, Copparo, Portomaggiore, Quacchio, Santa Maria al ponte, nel ferrarese), cimentandosi anche in un certo settore di arte sacra assieme al fiorentino Raffaele Cipriani, confermando i rapporti mai interrotti con la città toscana, dalla quale trasse ispirazione per le sue opere di ascendenza rinascimentale, nei mobili indirizzati ai committenti privati di gusto neo-rinascimentale, senza tralasciare di uniformarle anche a creazioni di veduta più moderna, assieme a motivi di ascendenza ferrarese.
Il 1898 lo vide impegnato nei restauri del soffitto della Sala degli Stucchi a Palazzo Schifanoia assieme agli indoratori Orsini, Barbieri, al decoratore Ippolito Medini e al pittore Giuseppe Mazzolani nonché nella "competizione" locale coi colleghi Ugo Rossetti e Primo Roda, più inclini allo stile Liberty, sempre rifiutato da Maldarelli a causa della sua presunta frivolezza. Tale rivalità non impedì comunque agli artisti di esporre assieme sia nel 1885 che nel 1888.

### Ultimo periodo
Affine ai gusti degli eruditi ferraresi quali Giuseppe Agnelli, Pietro Niccolini, Giovanni Pasetti e Righini, che vedevano in lui l'ideale realizzatore delle opere richiamanti i passati fasti estensi, mantenne fervidi rapporti di amicizia con artisti colleghi alla Dosso Dossi, fra cui i fratelli Angelo e Giovan Battista Longanesi-Cattani, i pittori Federico Bernagozzi (che darà lezioni alla figlia Beatrice) ed Edgardo Rossaro, le pittrici Maria Chailly e Maria Giuseppa Liesch. Eseguì cornici per quadri e diplomi eseguiti dagli amici artisti, seppur a volte tardando le consegne a causa dei lavori di bottega.
Nel 1900 fece un breve soggiorno a Parigi recensendo, inviato dalla Società di Mutuo Soccorso, l'Esposizione Internazionale. In quegli anni scrisse un Trattato di geometria, redatto in varie versioni ma rimasto inedito nell'archivio di famiglia.
L'ultima gratifica professionale l'ebbe nel 1915 diventando direttore della Dosso Dossi, succedendo a Giuseppe Ravegnani, incarico mantenuto fino al 1928, affiancandovi la sporadica attività di critico, impegno legato soprattutto all'attività didattica.
Nel 1919, a fronte della paventata proposta di chiusura della scuola Dossi, nata quarant'anni prima, redasse un documento, sottoscritto anche da colleghi, e lo inviò ai consiglieri comunali; nel documento ripercorreva le vicende della scuola che egli aveva visto nascere.
Negli anni Venti, oltre a cessare l'insegnamento, Maldarelli abbandonò gradualmente la bottega, affidandola al fidato Vittorio Brancaleoni (1883-1950) che la resse sino alla morte alla quale seguì la definitiva chiusura, vista anche l'allora rinnovata produzione di mobili a mezzo meccanico, ad esclusione di qualche eccezione destinata ad alcuni committenti di provincia. Brancaleoni conseguì l'ultimo momento di gloria professionale tra il 1933 ed il 1939, con l'esecuzione di credenze riportanti rilievi tratti dagli affreschi di Schifanoia, commissionati durante il periodo della riesumazione dello storico Palio.
Le ultime opere di Maldarelli furono soprattutto copie, come ad inizio della carriera. Ritrasse le nipotine Amelia e Marta con stilizzazioni novecentiste non lontane da Arturo Martini; copiò una Madonna col bambino al museo di Ancona, dove si recava in visita alle nipotine e alla figlia, tanto quanto si tratteneva nella casa di campagna a Guarda Ferrarese. 
Di profonda religiosità, padre e nonno affettuoso, lavoratore indefesso, viaggiò in varie città italiane, tra cui Venezia, Torino, Ancona, Milano, Firenze. 
Tra gli allievi alla Dosso Dossi, oltre ad aver avuto come collega Giovan Battista Longanesi-Cattani, ebbe il pittore Mario Capuzzo (Ferrara 1902-1978, che lo ritrasse sul letto di morte) e lo scultore Mario Sarto che assieme al collega Renzo Righini costruì in stile razionalista la tomba dell'amato insegnante.

## Concorsi ed esposizioni

### Concorsi
Partecipò a vari concorsi pubblici tra cui quello di Torino per il monumento a Vittorio Emanuele II nel 1879, arrivando al 10º posto su 54 concorrenti e ad altri in provincia ferrarese riguardanti soprattutto monumenti.

### Esposizioni
Iniziò ad esporre, ancora studente a Ferrara, alle rassegne della Società Benvenuto Tisi da Garofalo dal 1872 al 1892 (per il V° Centenario dell'Università di Ferrara) e ad altre del Circolo Artistico Industriale nel 1877 ottenendo sia la medaglia d'argento che di bronzo (esponendo un paio di medaglioni di cui uno ritraente Michelangelo, una cornice lignea, copie in gesso di Bacco giovane, Fauno e La schiava, due busti sempre in gesso, una Venere lignea), nel 1885, nuovamente ottenendo la medaglia d'argento (esponendo sgabelli e cofanetti in stile cinquecentesco) e nel 1892 (un mobile, una cornice ed altri oggetti ancora in stile cinquecentesco).
Espose a Torino nel 1880 all'Esposizione Nazionale stendendo una relazione per il Comune di Ferrara, nel 1884 (dove presentò il chiosco-vetrina su disegno di Zambelli) e nel 1898 (dove presentò una vetrina per il Pastificio Devoto). Nel 1882 e 1883, premiato con la medaglia d'argento, espose alla Permanente a Palazzo dei Diamanti. 
Fu presente con Roda, Rossetti e Fraboni alla Mostra Artistico-Industriale (Palazzo dei Diamanti, 1885) e assieme a Roda nel 1888 alla Esposizione Emiliana allestita a Bologna per il VIII° centenario dell'Università felsinea. L'ultima sua esposizione risale al 1911 alla Mostra del Cinquantenario a Roma.

## Mobilio ed opere di ebanisteria
Oltre a mobili, opere artistiche, cornici e molteplici altri tipi di oggetti per numerosissime committenze private, committenze pubbliche quali la Biblioteca ariostea, il Comune di Sant'Agostino e varie chiese (tra cui la Cattedrale ferrarese e la parrocchiale di Gualdo), produsse stipi, cofanetti, cornici, paraventi e per svariate abitazioni ferraresi. Al Museo Civico d'Arte Moderna di Ferrara vi era il suo bel tavolo con medaglioni ispirati alla vicenda di Ugo e Parisina (1919 ca.), ora a Casa Minerbi-Del Sale, mentre nelle raccolte dell'Amministrazione Provinciale sempre di Ferrara, furono collocati i quattro leggii in legno esposti nel 1911 a Roma nell'ambito dell'esposizione nazionale per il cinquantenario dell'Unità d'Italia.
- Candelieri per la cattedrale di Ferrara, 1879, legno dolce con dorature[4]

## Altre opere
In legno, cera e terracotta, marmo, gesso e svariati altri materiali.

### Opere giovanili[4]
- Polittici goticheggianti in legno dorato, chiesa di Sant'Antonio Abate, metà anni sessanta, su disegno di Pividor[4]
- Candelabre per palazzo Gulinelli[4]

### Opere del periodo maturo[4]
- Venere detta "La schiava", 1875 ca., gesso, collezione eredi Maldarelli
- Fauno, 1875 ca., terracotta, collezione eredi Maldarelli
- Profilo femminile, 1875 ca., gesso, collezione eredi Maldarelli
- Ritratto di prelato, 1877 ca., gesso, collezione eredi Maldarelli
- Busto della sorella Luisa, 1878 ca., gesso, collezione eredi Maldarelli
- Ritratto di bambino, 1878 ca., gesso con piede in legno, collezione eredi Maldarelli
- Ritratto del figlio Domenico, 1879, legno di noce, collezione eredi Maldarelli
- Testa del figlio Domenico, 1879, gesso, collezione eredi Maldarelli
- Allegoria della Musica, 1880 ca., gesso, collezione eredi Maldarelli
- Santa Caterina d'Alessandria, 1880 ca., gesso, collezione eredi Maldarelli
- Mensola con putto e mascherone alato, 1881 ca., marmo, collezione eredi Maldarelli
- La ghirlanda per il medaglione in marmo di Antonietta Barbantini, 1881 ca., eseguito da Stefano Galletti su disegno di Giuseppe Mentessi, Certosa di Ferrara[3]
- Profilo di Ludovico Ariosto, 1885 ca., legno di noce, collezione eredi Maldarelli
- Profilo di Girolamo Savonarola, 1885 ca., legno di noce, collezione eredi Maldarelli
- Profilo di Dante Alighieri, 1885 ca., legno di noce, collezione eredi Maldarelli
- Torquato Tasso, 1890 ca., gesso, Ferrara, collezione privata[13][14]
- Profilo di Ercole I d'Este, 1900 ca., legno di noce, collezione eredi Maldarelli[15]
- Ritratto di Borso d'Este, 1900 ca., legno di noce, collezione eredi Maldarelli[16]
- Medaglione della madre Teresa, 1918, marmo, per la sua tomba in Certosa[3]

### Opere a fine carriera[4]
Dagli anni Venti in poi:
- Ritratto di Amelia Cicatelli, 1920 ca., terracotta, collezione eredi Maldarelli
- Ritratto di Marta Cicatelli, 1920 ca., terracotta, collezione eredi Maldarelli
- Madonna dell'Ulivo, copia da Nicolò Barabino al museo di Ancona, 1925 ca., collezione eredi Maldarelli
- Busto di Madonna, copia da Raffaello Sanzio, 1926, terracotta invetriata (unico sua sperimentazione del genere), collezione eredi Maldarelli